# Ces enfants d'ailleurs (mini-série)
Ces enfants d'ailleurs puis Ces enfants d'ailleurs - La Suite, est une série télévisée historique québécoise en 18 épisodes de 45 minutes scénarisée par Claude Fournier d'après le roman du même titre d'Arlette Cousture et diffusée entre le 4 mars 1997 et le 10 décembre 1998 sur le réseau TVA.

## Fiche technique
- Première saison (1997)
  - Scénarisation : Claude Fournier, d'après un roman d'Arlette Cousture
  - Réalisation : Jean Beaudin
- Deuxième saison (1998)
  - Scénarisation : Jacques Savoie
  - Réalisation : André Melançon
- Société de production : Néofilms, Productions Modus TV (saison 1), Match TV (saison 2)

## Distribution

### Première saison (1997)
- Patrick Goyette : Jerzy Pawlowski
- Michèle-Barbara Pelletier : Élisabeth Pawlowski
- Danny Gilmore : Jan Pawlowski
- Raymond Cloutier : Tomasz Pawlowski
- Marie Tifo : Zofia Pawlowski
- Patrice Godin : Marek Favreau
- James Hyndman : Herr Schneider
- René Gagnon : Père François Villeneuve
- Rémy Girard : Roman Favreau
- Josée Beaulieu : Éva Favreau
- Macha Grenon : Paméla
- Macha Limonchik : Anna Jaworski
- Jean-Pierre Ronfard : M. Porowski
- Pierre Lebeau : Willy Bergeron
- Virginie Gagné : Florence
- Robert-Pierre Côté : Dr Boisvert
- Lucie Laurier : Michelle Dupuis
- Joseph-Anaël Lemieux : Adam Pawlowski
- Geneviève Brouillette : Sœur Ange Albert
- Claude Gagnon : Roger Kiolowski
- Jean-René Ouellet : Edgar
- Lénie Scoffié : Mme Grabska
- Johanne Marie Tremblay : Teresa Jaworski
- Diane Robitaille : Luce Dupuis
- Jacques-Henri Gagnon : Dr Blondin
- Luc Pilon : Ami de Jerzy
- Gabriel Sabourin : Étienne Dumont
- Clément Schreiber : Florent Dussault
- Réal Bossé : Policier

### Deuxième saison (1998)
- Yves Jacques : Jan Pawlowski
- Monique Spaziani : Élisabeth Pawlowski
- Vincent Bolduc : Nicolas Pawlowski
- Fanny Mallette : Sophie Pawlowski
- Hugolin Chevrette : Stanislas Pawlowski
- Rémy Girard : Roman Favreau
- Dominique Leduc : Michelle Dupuis
- Sylvie Drapeau : Anna Pawlowski
- Robert Toupin : Dr Denis Boisvert
- Frank Schorpion : Nathaniel Warsawski
- Marie-Josée Forget : Florence
- Ariane-Li Simard-Côté : Catherine
- René Gagnon : Mgr François Villeneuve
- Benoît Girard : M. Cohen
- Christophe Truffert : Adam Pawlowski
- Roger Léger : Pawel
- Gabriel Marian Oseciuc : Casimir
- Maxime Tremblay : Marc-André
- Sophie Faucher : Dominique Boisvert

## Épisodes
- Seuls Rémy Girard et René Gagnon reprennent leur rôle respectif dans les deux saisons.
- La première saison de dix épisodes a été diffusée du 4 mars au 6 mai 1997.
- La deuxième saison de huit épisodes, se déroulant 20 ans plus tard, a été diffusée du 22 octobre au 10 décembre 1998.